# Sant Feliu Sasserra
Sant Feliu Sasserra è un comune spagnolo situato nella comunità autonoma della Catalogna.
Il nome è dovuto a varie caratteristiche della città. Sant Feliu proviene da una chiesa primitiva costruita su una roccia chiamata roca d'en Feliu, ovvero "Roccia di Felix". Sasserra ha invece avuto origine dalla strada maestra del comune, che seguiva i contorni collinari dell'area lungo una catena montuosa.

## Luoghi d'interesse
- Casa del Consell, in stile gotico.
- Church of Sant Feliu, anch'essa in stile gotico, dotata di un vestibolo romanico.